# Zdrobite cătușe
Zdrobite cătușe ( ascultă imnul (ajutor·info)) a fost imnul național al Republicii Populare Române între  1948 și 1953. Versurile îi aparțin lui Aurel Baranga, iar muzica lui Matei Socor.

## Versuri
1
Zdrobite cătușe în urmă rămân
În frunte-i mereu muncitorul,
Prin lupte și jertfe o treaptă urcăm,
Stăpân pe destin e poporul
2
Trăiască, trăiască Republica noastră,
În marș de năvalnic șuvoi;
Muncitori și țărani, cărturari și ostași
Zidim România Republicii noi.
3
În lături cu putredul vechi stăvilar
E ceasul de sfântă’ncordare
Unirea și pacea și munca-i stegar’
Republicii noi populare.
4
Spre țelul victoriei mari ne îndreptăm
E ceas de izbânzi viitoare
Credință în muncă și luptă jurăm
Republicii noi populare.